# 繁延寿
繁延寿（？—前33年），南郡人，又作李延壽、蘩延壽，字子惠，西漢御史大夫。

## 生平
繁延寿原来担任丞相司直，汉元帝初元三年（前46年）汉元帝以繁延寿为执金吾，取代冯奉世。建昭二年（前37年）以繁延寿担任卫尉，建昭三年（前36年）以繁延寿担任御史大夫，取代匡衡。繁延寿和丞相匡衡对甘延寿、陈汤出使西域诛斩郅支单于邀功受赏不满意，引起反复朝议。竟宁元年（前33年），繁延寿去世，由張譚接替担任御史大夫。
| 西漢        |                            |             |
| 漢帝國官銜  |                            |             |
| 前任： 匡衡 | 西汉御史大夫 前36年—前33年 | 繼任： 張譚 |